# Geopark Grenzwelten

Logo des Geoparks Grenzwelten

Der Geopark Grenzwelten (Eigenschreibweise: Geopark GrenzWelten) ist ein Geopark in den Bundesländern Hessen und Nordrhein-Westfalen, in dem Besuchern die Erdgeschichte verständlich erklärt und erlebbar gemacht wird. Das Gebiet dieses Parks erstreckt sich über 46 Städte und Gemeinden sowie auf fünf Landkreise (Waldeck-Frankenberg, Marburg-Biedenkopf, Schwalm-Eder-Kreis, Landkreis Kassel, Hochsauerlandkreis). Das Geopark-Projekt erschließt das geotouristische Potenzial der Region und dient der nachhaltigen Regionalentwicklung.

## Geographische Lage

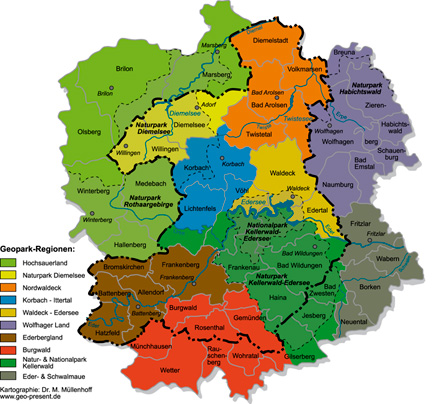
Die 10 Teilregionen des Geoparks

Der Park umfasst eine Fläche von 3710 km² und gehört somit zu den großflächigen nationalen Geoparks.
Der Hauptteil seiner Fläche liegt innerhalb des Landkreises Waldeck-Frankenberg im nordhessischen Bergland. Die hessischen Nachbarkreise Marburg-Biedenkopf, Schwalm-Eder-Kreis, Landkreis Kassel und der nordrhein-westfälische Landkreis „Hochsauerland“ haben zudem Gebietsanteile. Der Geopark ist in zehn Teilregionen unterteilt. Jede Region beinhaltet einen anderen Schwerpunkt der Erd- und Kulturlandgeschichte.

## Regionale Geologie
Geprägt ist der Park durch eine abwechslungs- und strukturreiche Geologie, die Gesteine aus unterschiedlichen Zeitaltern aufweist. Die ältesten Gesteine stammen aus dem Silur und sind im südlichen Kellerwald zu finden. In geologischer Hinsicht wird ein Großteil des Geoparkgebiets vom sogenannten Rheinisches Schiefergebirge eingenommen, welches sich im Zuge der variszischen Orogenese als ein Hochgebirge bildete.
Der im Zentrum des Geoparks gelegene Kellerwald, der als östlicher Ausläufer des Rheinischen Schiefergebirges zu verstehen ist, besteht vorwiegend aus klastischen Sedimentgesteinen in Form von Grauwacke, Ton- und Kieselschiefer.
Im späten Erdaltertum befand sich das Gebirge nahe dem Äquator. Durch die mehrmalige marine Ingression bildete sich dort das tropische Zechsteinmeer. Aufgrund des heißen Klimas und der periodischen Abtrennung vom Panthalassaozeans kam es immer wieder zur Eindampfung des Zechsteinmeeres. Aus den Verdampfungsrückständen entstanden typische Evaporitgesteine wie Kalk, Gips und Steinsalz. Auf der Gesamtkulisse des Geoparks konnte einzig der Kalkstein der Erosion widerstehen. Die bis heute überlieferten Zechsteinkalke sind wie ein Band um den Ostrand des Rheinischen Schiefergebirges gelegen und entsprechen der ehemaligen Küstenlinie des Hochgebirges.

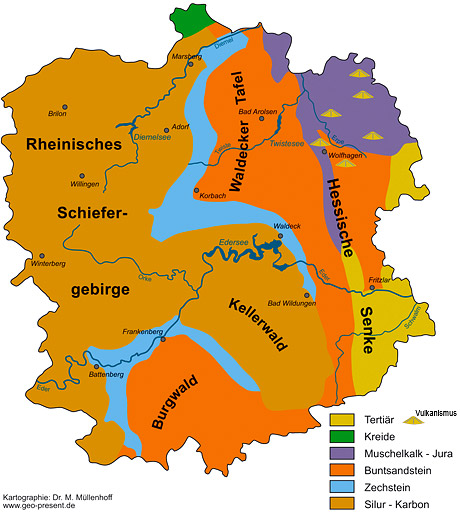
Vereinfachte Darstellung der Geologie des Geoparks

Stratigraphisch liegt der Buntsandstein dem Zechstein auf und ist dementsprechend jünger. Er entstand unter ariden Bedingungen im Germanischen Becken. Erosionsmaterial des Rheinischen Schiefergebirges sedimentierte damals in das großflächige mittel- bis westeuropäische terrestrisch geprägte Sedimentationsgebiet. Diese großflächigen Ablagerungen zeigen sich heute unter anderem in den mächtigen Sandsteinen des Burgwalds.
Die Zeit der terrestrischen Ablagerungen wurde anschließend im Muschelkalk (243–235 Millionen Jahren) durch eine marine Ingression in das Germanische Becken abgelöst. Der Muschelkalk entstand in einem flachen tropischen Schelfmeer aus kalk- und tonhaltigen Ablagerungen. Die ehemals flächendeckenden fossilführenden Kalke wurden in späteren Abschnitten der Erdgeschichte größtenteils wieder abgetragen.
In der Tertiär-Zeit entstanden durch die alpidische Orogenese in der Erdkruste Bruchzonen, an denen basaltische Gesteinsschmelzen an die Erdoberfläche gelangten. Zeugen des damaligen starken Vulkanismus sind der Vogelsberg und die vielen kleineren Krater in der niederhessischen Senke (Wolfhager Land). Das Klima im Tertiär war tropisch und feucht. Damals wuchsen dort üppige Wälder, die durch das erneute Vordringen des Meeres versiegelt wurden und heute die Braunkohlelagerstätten im Raum Borken bilden. Reste dieser Meeresingression sind in den Kasseler Meeressanden erhalten.

## Geschichte
Die Idee zu diesem Geopark hatten 2001 Privatleute und Wissenschaftler. Der Landkreis Waldeck-Frankenberg griff diese Idee später auf und bildete einen Arbeitskreis aus Fachleuten, die eine Realisierung eines Geoparks mit politischer Unterstützung vorantrieben. Der Geopark Grenzwelten wurde offiziell im Frühjahr 2006 gegründet und 2009 als „Nationaler Geopark“ zertifiziert.

## Touristische Erschließung

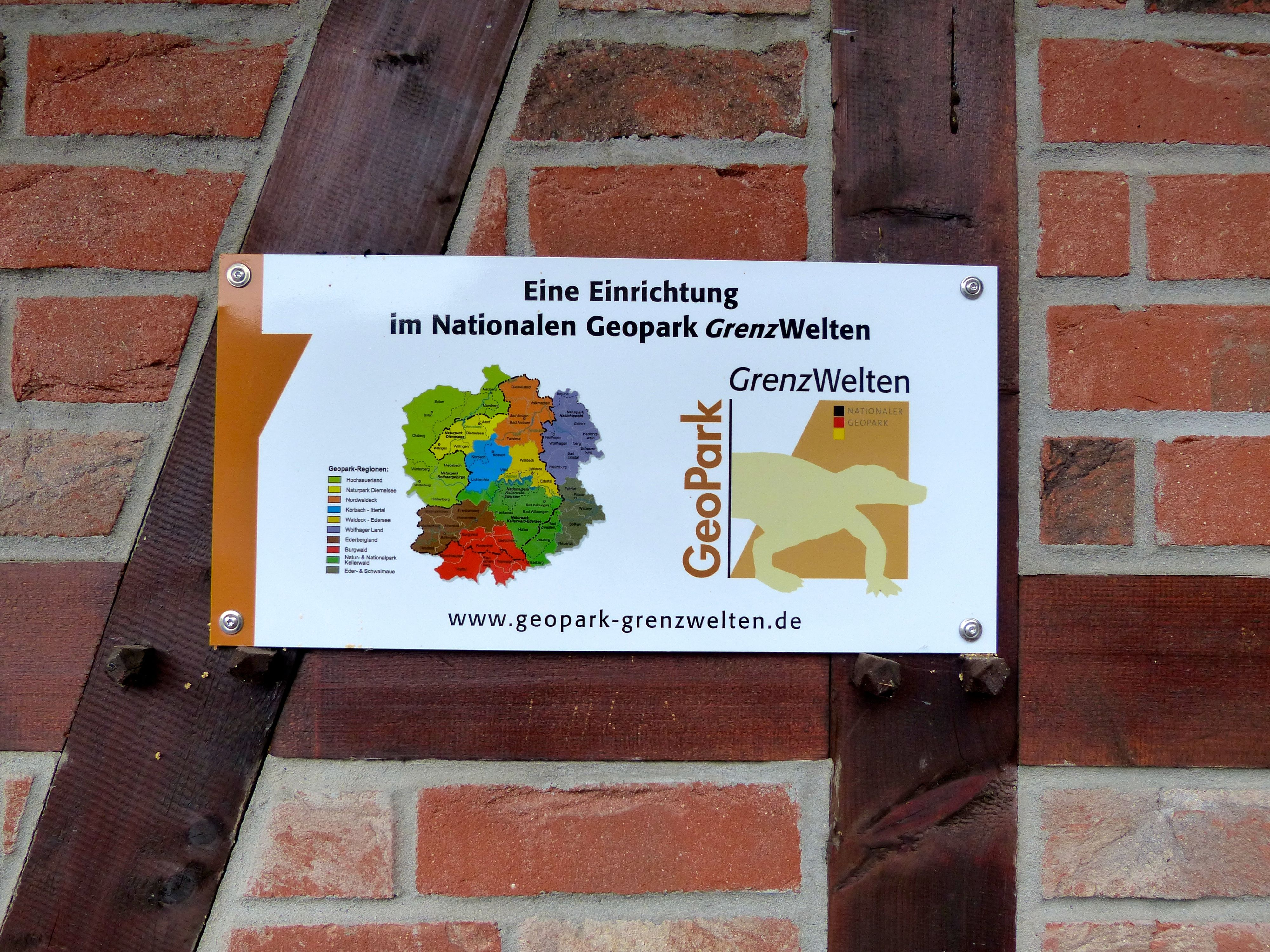
Hinweisschild auf eine Einrichtung des Nationalen Geopark Grenzwelten

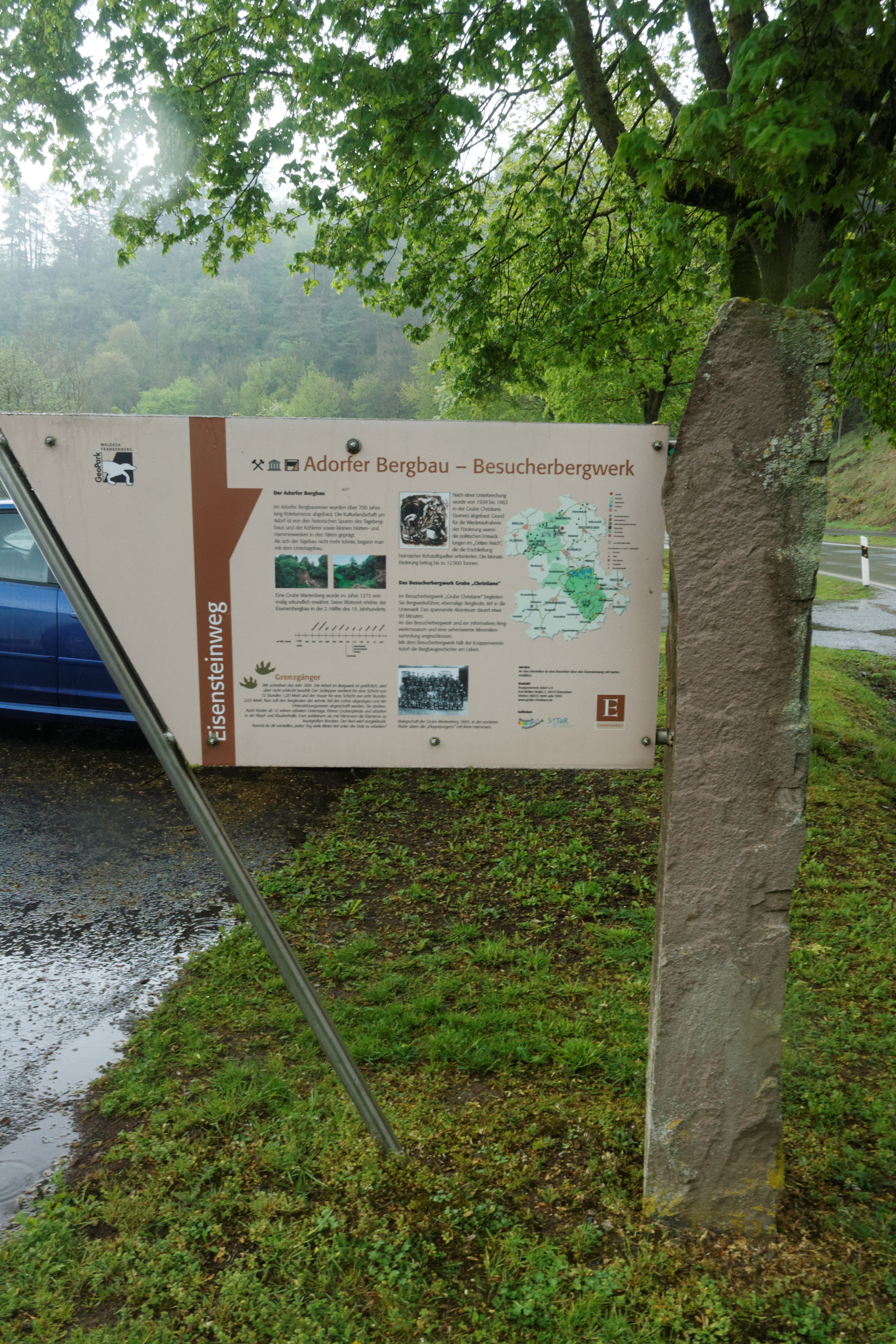
Hinweisschild zur Grube Christiane bei Adorf (Diemelsee)

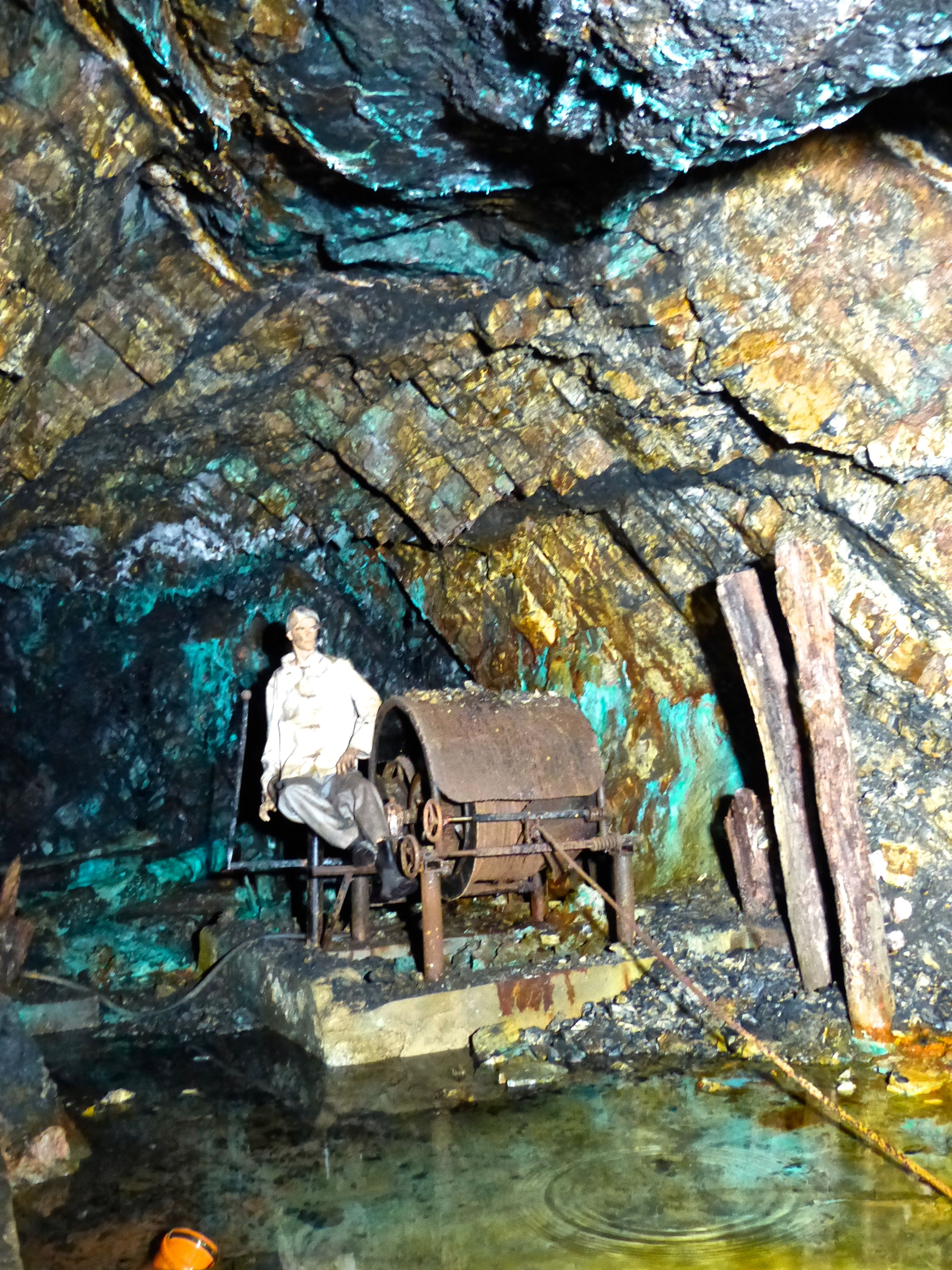
Kilianstollen, Abbaukammer der Grube Friederike

In dem Geopark können zahlreiche Sehenswürdigkeiten besucht werden:
- Korbacher Spalte
- Adorfer Klippe
- Gold am Eisenberg (Korbach)
- Felslandschaft Werbetal
- Koppe Odershausen
- Bruchhauser Steine
- Kilianstollen in Marsberg
- Stedefelsen Allendorf
- Saurierfährten Wolfhagen
- Steinbruch Rodenbach
- Burgwaldmoore
- Edersee-Atlantis
- Scharfer Stein Volkmarsen
- Jagdstation Buhlen
- Karsthöhlen
- Grube Christiane in Adorf
- Burgbergstollen in Battenberg
- Besucherbergwerk Bertsch in Bergfreiheit
- Goldbergwerk Eisenberg in Goldhausen
- Grube Christine bei Willingen
- Hessisches Braunkohle Bergbaumuseum in Borken
- Schwerspatgrube Dreislar
- Sauerländer Besucherbergwerk Ramsbeck Erzbergwerk Ramsbeck